# Li Wenfu
Li Wenfu (chinesisch 李文富, Pinyin Lǐ Wénfù; * 26. September 2004 in Chengdu) ist ein chinesischer Tennisspieler.

## Karriere
Zwischen 2018 und 2020 nahm Li auf der ITF Junior Tour nur wenig an Turnieren teil. In der Junior-Rangliste kam er nicht über einen Platz in den Top 800 hinaus.
Bei den Profis spielte Li 2023 seine ersten Turniere. Durch den Einzug in die zweite Runde eines Future-Turniers erspielte er sich den ersten Punkt für die Tennisweltrangliste. Im Doppel war er deutlich aktiver, verlor aber auch nur zweimal nicht zum Auftakt. Durch eine Wildcard kam Li im September 2023 zu seinem Debüt auf der ATP Tour in Chengdu. Zusammen mit Yang Mingyuan spielte er in der Doppelkonkurrenz, wo sie Julian Cash und Robert Galloway deutlich unterlagen.